# ORANGE SUNSHINE
『ORANGE SUNSHINE』（オレンジ・サンシャイン）はJUDY AND MARYの2枚目のアルバム。

## 解説
- 前作より約1年ぶりの発表。CDとMD2形態同時発売。
- 今作からTAKUYAが楽曲制作に参加したアルバムとして、前作「J・A・M」では恩田作曲のパンク・ロックの強い作品と平行に、TAKUYA作曲のポップな曲も並べたことで、以降のバンド独自のサウンドへ転換するきっかけとなったアルバムと言える。
- オリコン初のTOP10入り、最高5位を記録。初週に約12万枚を売り上げ、バンドは本作でブレイクを果たした。累計売上は70万枚。

## 収録曲
1. POPSTAR (3:40)
（作詞：YUKI　作曲：恩田快人）
2. どうしよう (3:12)
（作詞：YUKI　作曲：恩田快人）
3. Hello! Orange Sunshine (4:36)
（作詞：YUKI　作曲：恩田快人）
4thシングル曲。
4. RADIO (4:23)
（作詞：Tack and yukky　作曲：TAKUYA）
4thシングル曲。
5. Cheese "PIZZA" (4:51)
（作詞：YUKI　作曲：TAKUYA）
5thシングル曲。
6. 小さな頃から (5:13)
（作詞：YUKI　作曲：恩田快人）
後に6thシングルとしてシングルカット。
7. HYPER 90'S CHOCOLATE BOYFRIEND (4:03)
（作詞・作曲：TAKUYA）
8. キケンな2人 (Let's Go! "DAIBUTSU" MIX) (5:27)
（作詞：Tack and yukky　作曲：TAKUYA）
3rdシングルのカップリング曲のアルバムバージョン。シングルバージョンはアルバム未収録。TAKUYAが初めて作曲を手掛けた楽曲。
9. クリスマス (4:19)
（作詞：YUKI　作曲：恩田快人）
5thシングル曲。
10. 自転車 (4:17)
（作詞：YUKI　作曲：恩田快人）
後に6thシングルとしてシングルカット。
11. ダイナマイト (2:11)
（作詞：YUKI　作曲：恩田快人）